# Национальный директорат стратегической военной разведки
Национальный директорат стратегической военной разведки (исп. Dirección Nacional de Inteligencia Estratégica Militar, DNIEM) — одно из ведомств разведывательного сообщества Аргентины, созданное в 2001 году в соответствии с национальным Законом о реформе разведки 25.520. Основной задачей Директората является сбор и анализ сведений военно-стратегического характера. Является подразделением министерства обороны Аргентины. Некоторое время Директорат возглавлял Карлос Анибаль Агилар (исп. Carlos Aníbal Aguilar), назначенный указом президента D 1624/2005. В 2010 министр обороны Нильда Гарре приняла неожиданную отставку Агилара, которого сменил Густаво Сибилья.
В 2012 году на фоне скандала вокруг задержанного в Гане аргентинского фрегата «Либертад» глава DNIEM Лурдес Пуэнте Оливера подала в отставку.